# Parafia św. Mikołaja w Szczebrzeszynie
Parafia Świętego Mikołaja w Szczebrzeszynie – parafia należąca do dekanatu Szczebrzeszyn diecezji zamojsko-lubaczowskiej. Została utworzona w 1398. 
Kościół parafialny pw. św. Mikołaja został wzniesiony w latach 1610–1620, w stylu renesansowym (renesans lubelski). Mieści się przy ulicy Zamojskiej.
Do parafii należą wierni z części Szczebrzeszyna (Szperówka) oraz ze wsi Rozłopy.